# فلاديسلاف موروزوف
فلاديسلاف موروزوف هو لاعب كرة قدم بيلاروسي، ولد في 12 أكتوبر 2000 في برست في بيلاروس. شارك مع منتخب بيلاروسيا تحت 21 سنة لكرة القدم. أما مع النوادي، فقد لعب مع دينامو برست.

## وصلات خارجية
- فلاديسلاف موروزوف على موقع قاعدة بيانات كرة القدم.إي يو (الإنجليزية)
- فلاديسلاف موروزوف على موقع ناشيونال فوتبول تيمز (الإنجليزية)
- فلاديسلاف موروزوف على موقع Soccerway.com (الإنجليزية)